# Mercedes Halfon
Mercedes Halfon (Buenos Aires, 1980) es una escritora, periodista cultural y curadora en artes escénicas argentina.

## Trayectoria
Estudió Licenciatura en Artes en la Universidad de Buenos Aires y Maestría en Escritura Creativa en la Universidad Nacional de Tres de Febrero.
Escribe habitualmente en el suplemento Radar del diario Página/12. Es curadora del Ciclo teatral Invocaciones. Es docente de Poesía en la carrera Artes de la Escritura en la Universidad Nacional de las Artes.
Ganó el Premio Estímulo de TEA al periodismo gráfico. Ha sido becada para perfeccionarse en escritura por la Fundación Gabriel García Márquez en 2008, en Artes Vivas por Goethe Institut en Bogotá en 2015, por el Centro de Creación Contemporánea Matadero Madrid en 2017  y por el Fondo Nacional de las Artes en diversas oportunidades.
Ha publicado textos breves de narrativa, una novela en colaboración, diversas plaquettes, y los libros de poesía Hebilla de pasto (Vox, Bahía Blanca, 2012) y Lámparas ideales (Liliputienses, España, 2019). En narrativa publicó El trabajo de los ojos (Editorial Entropía, Argentina, 2017; Lecturas ediciones, Chile, 2019, Las afueras, España, 2019; El cuervo, Bolivia, 2023) y Diario pinchado (Editorial Entropía, Argentina, 2020; Lecturas ediciones, Chile 2020; Las afueras, España 2021), Vida de Horacio (Editorial Entropía, Argentina, 2023; Las afueras, España, 2024)y el perfil de Witold Gombrowicz Extranjero en todas partes (Editorial Universidad Diego Portales, Chile, 2023).
Desde 2015 es albacea de la poeta argentina Juana Bignozzi. Como parte de este trabajo realizó las ediciones de Novísimos, poemas póstumos y La vida en serio, tomo 1 de su obra reunida.
Dirigió en colaboración con Laura Citarella el film Las poetas visitan a Juana Bignozzi (2019) ganador del premio a Mejor Director en el Festival Internacional de cine de Mar del Plata y el Silver Dove Award del Festival DOK Leipzig.

## Obra

### Poesía
- Dormir con lo puesto (Zorra Poesía, Argentina, 2008)
- Un paisaje que nunca vi (Color Pastel, Argentina 2010)
- Tres Islas (Determinado Rumor, Argentina, 2011)
- Hebilla de pasto (Vox, Bahía Blanca, 2012)
- Lámparas ideales (Liliputienses, España, 2019)

### Narrativa
- El trabajo de los ojos (Editorial Entropía, Argentina, 2017; Lecturas ediciones, Chile, 2019, Las afueras, España, 2019; El cuervo, Bolivia, 2023)
- Diario pinchado (Editorial Entropía, Argentina, 2020; Lecturas ediciones, Chile, 2020; Las afueras, España, 2021)
- Extranjero en todas partes (Editorial Universidad Diego Portales, Chile, 2023)
- Vida de Horacio (Editorial Entropía, Argentina, 2023; Las afueras, España, 2024)

### Cine
- Las poetas visitan a Juana Bignozzi (2019) dir. Laura Citarella y Mercedes Halfon

## Premios y distinciones
- Beca Fundación Gabriel García Márquez (2008)
- Premio Estímulo de TEA al periodismo gráfico (2009)
- Beca Artes Vivas | EXPERIMENTA/SUR VI por Goethe Institut en Bogotá (2015)
- Residencia Centro de Creación Contemporánea Matadero Madrid (2017)
- Beca Fondo Nacional de las Artes (en diversas oportunidades)